# Metamynoglenes incurvata
Metamynoglenes incurvata är en spindelart som beskrevs av A. David Blest 1979. Metamynoglenes incurvata ingår i släktet Metamynoglenes och familjen täckvävarspindlar. Inga underarter finns listade i Catalogue of Life.